# Steve Diasparra
Steve Diasparra ist ein US-amerikanischer Schauspieler und Schlagzeuger.

## Leben
Diasparra wuchs im New Yorker Orange County auf. In den 1980er Jahren war er Schlagzeuger verschiedener Metal- und Hardcorebands. Er diente bei der United States Air Force und ließ sich danach in Pennsylvania nieder. Dort lernte er Mark Polonia kennen, den er in seiner filmischen Arbeit unterstützte. Half er anfänglich bei den Bühnenbildern oder der Gestaltung von Filmplakaten und DVD-Covern, begann er ab 2009 auch eine Tätigkeit als Schauspieler. Seine ersten Filme waren HalloweeNight und Muckman. Er spielte die Rolle des Captain Zantor 2013 in Empire of the Apes und 2017 in Revolt of the Empire of the Apes.

## Filmografie
- 2009: HalloweeNight
- 2009: Muckman
- 2011: E.V.E. of Destruction
- 2012: The Dark Sleep
- 2013: Empire of the Apes
- 2013: Chainsaw Killer
- 2014: Camp Blood: First Slaughter
- 2015: Amityville Death House
- 2015: Jurassic Prey
- 2015: Queen Crab – Die Killerkrabbe (Queen Crab)
- 2016: Bigfoot Vs. Zombies
- 2016: Sharkenstein
- 2016: Triclops
- 2017: Amityville Exorcism
- 2017: Revolt of the Empire of the Apes
- 2018: Ghost of Camp Blood
- 2018: War Raiders
- 2018: Frozen Sasquatch
- 2018: Alien Surveillance
- 2019: Outpost Earth
- 2020: Amityville Island
- 2020: Shark Encounters of the Third Kind
- 2021: Virus Shark
- 2021: Invasion of the Empire of the Apes
- 2021: Camp Murder